# Magsaysay, Occidental Mindoro
Magsaysay là một đô thị hạng 4 ở tỉnh Occidental Mindoro, Philippines. Theo điều tra dân số năm 2000, đô thị này có dân số 28.740 người trong 5.713 hộ.

## Barangay
Magsaysay được chia thành 12 barangay.
- Alibog
- Caguray
- Calawag
- Gapasan
- Laste
- Lourdes
- Nicolas (Bulo)
- Paclolo
- Poblacion - Town Proper
- Purnaga
- Santa Teresa
- Sibalat